# Pungitius
Pungitius – rodzaj ryb ciernikokształtnych z rodziny ciernikowatych (Gasterosteidae).

## Klasyfikacja
Gatunki zaliczane do tego rodzaju:
- Pungitius bussei
- Pungitius hellenicus – cierniczek grecki[3]
- Pungitius kaibarae
- Pungitius laevis
- Pungitius platygaster – cierniczek południowy[4], cierniczek ukraiński[5]
- Pungitius polyakovi
- Pungitius pungitius – cierniczek północny[4], cierniczek[6]
- Pungitius sinensis – cierniczek amurski[7]
- Pungitius stenurus
- Pungitius tymensis – cierniczek sachaliński[4]

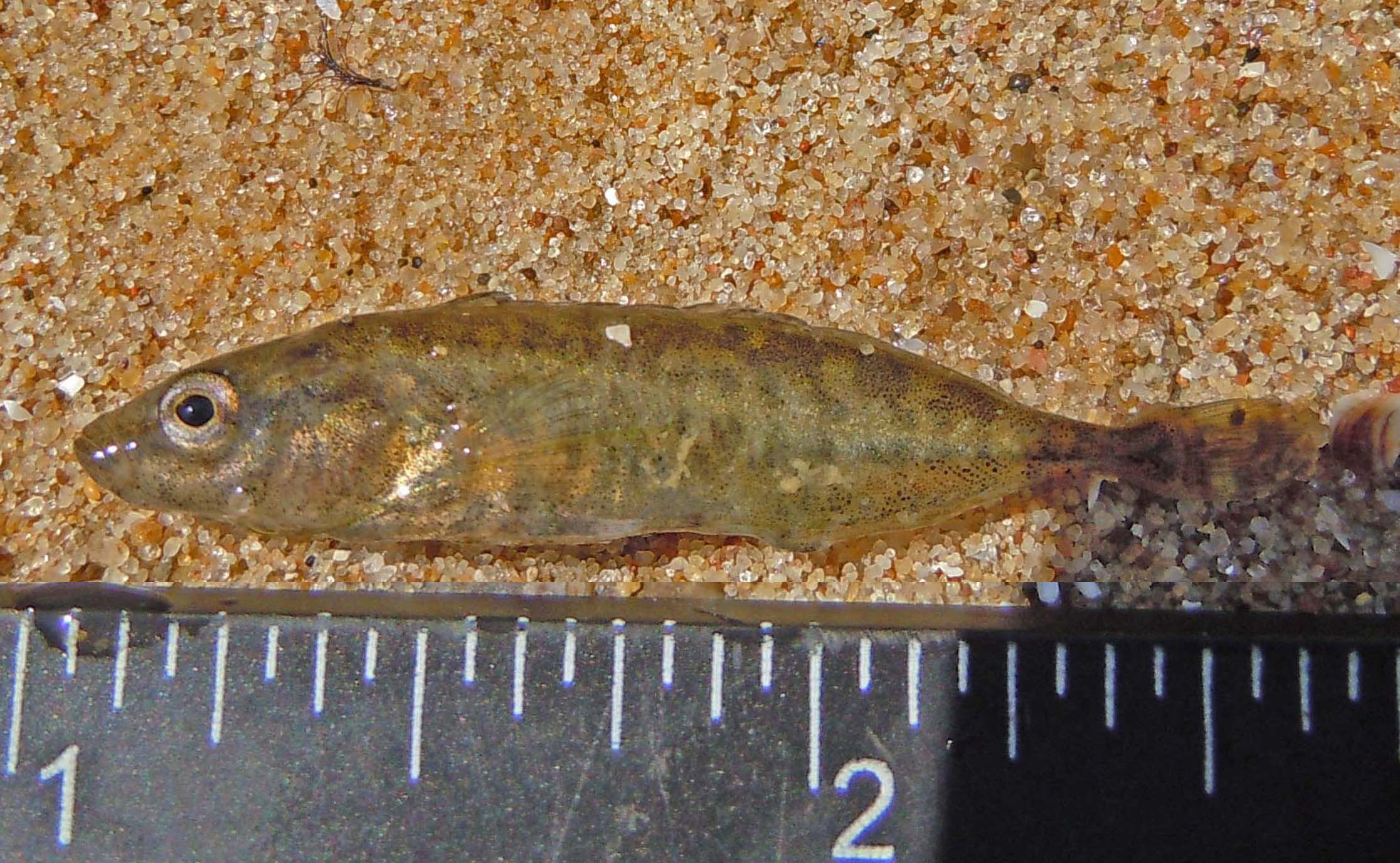
Pungitius platygaster
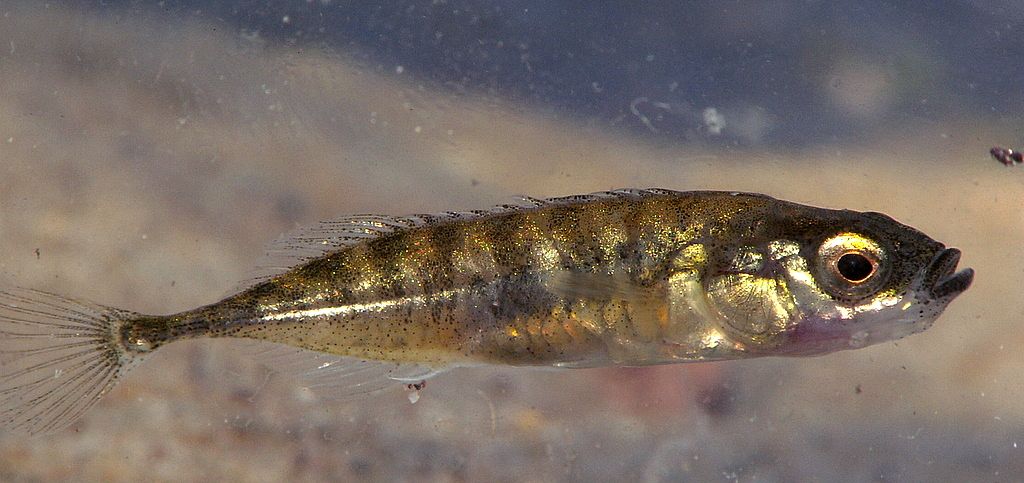
Pungitius pungitius